# Sanne Verstegen
Sanne Wolters-Verstegen (Rotterdam, 10 november 1985) is een Nederlandse voormalig atlete, die gespecialiseerd was in de 800 m, 400 m en de 400 m horden. Ze werd zeventien maal Nederlandse kampioene en is nationaal indoorrecordhoudster op de 1000 m. Ook vertegenwoordigde ze Nederland bij verschillende grote internationale kampioenschappen.

## Biografie
Haar eerste succes behaalde Verstegen bij de Nederlandse baankampioenschappen van 2009 in Amsterdam. Ze won daar de nationale titels op zowel de 400 m als de 400 m horden. Het jaar erop pleegde ze opnieuw deze dubbelslag en in 2011 won ze alleen de titel bij het 400 m hordelopen.
Sinds 2011 legt Verstegen zich met name toe op de 800 m. Bij de Europese kampioenschappen van 2014 werd ze op deze afstand in de series uitgeschakeld. 
Verstegen maakte eind 2014 de overstap naar haar huidige coach Peter Wolters.
Het seizoen van 2015 werd door een enkelbreuk noodgedwongen overgeslagen. In 2016 drong ze op de EK in Amsterdam door tot de halve finale, maar daar was haar 2.03,33 onvoldoende snel om door te mogen naar de finale.
In 2017 liep Verstegen het Nederlandse indoorrecord op de 1000 m van Ellen van Langen uit de boeken en bereikte ze op de 800 m wederom de halve finale zowel bij de Europese indoorkampioenschappen in Belgrado als op de wereldkampioenschappen in Londen.
Verstegen is aangesloten bij Rotterdam Atletiek. Ze is werkzaam als project manager. In juni 2020 beëindigde ze haar topsportloopbaan.

## Nederlandse kampioenschappen
Outdoor
| Onderdeel    | Jaar             |
| ------------ | ---------------- |
| 400 m        | 2009, 2010       |
| 800 m        | 2012, 2014, 2016 |
| 1500 m       | 2017, 2018       |
| 400 m horden | 2009, 2010, 2011 |

Indoor
| Onderdeel | Jaar                         |
| --------- | ---------------------------- |
| 400 m     | 2010                         |
| 800 m     | 2011, 2012, 2013, 2015, 2017 |
| 1500 m    | 2018                         |

## Persoonlijke records
Outdoor
| Onderdeel    | Prestatie        | Datum            | Plaats        |
| ------------ | ---------------- | ---------------- | ------------- |
| 400 m        | 53,54 s          | 18 juli 2010     | Amsterdam     |
| 600 m        | 1.28,06 (ex-BNP) | 22 april 2016    | Potchefstroom |
| 800 m        | 1.59,29          | 1 september 2016 | Hilversum     |
| 1000 m       | 2.37,49          | 13 juli 2018     | Rabat         |
| 1500 m       | 4.07,90          | 11 juni 2017     | Hengelo       |
| 1 Eng. mijl  | 4.29,11          | 3 juni 2018      | Hengelo       |
| 400 m horden | 57,39            | 29 augustus 2009 | Merksem       |

Indoor
| Onderdeel | Prestatie       | Datum            | Plaats     |
| --------- | --------------- | ---------------- | ---------- |
| 400 m     | 53,98 s         | 23 januari 2010  | Wenen      |
| 800 m     | 2.01,83         | 12 februari 2017 | Apeldoorn  |
| 1000 m    | 2.38,72 (ex-NR) | 18 februari 2017 | Birmingham |
| 1500 m    | 4.13,35         | 13 februari 2018 | Liévin     |

## Palmares

### 400 m
- 2008:  NK indoor - 56,33 s
- 2009:  NK indoor - 54,51 s
- 2009:  NK - 54,39 s
- 2010:  NK indoor - 54,28 s
- 2010:  NK - 53,54 s

### 800 m
- 2011:  NK indoor - 2.06,95
- 2012:  NK indoor - 2.06,67
- 2012:  NK - 2.04,61
- 2012: 7e FBK Games - 2.02,17
- 2013:  NK indoor - 2.08,99
- 2013:  NK - 2.08,32
- 2014:  NK indoor - 2.04,42
- 2014:  NK - 2.01,07
- 2014: 6e in serie EK - 2.02,73
- 2015:  NK indoor - 2.04,57
- 2016:  NK indoor - 2.04,09
- 2016:  NK - 2.01,38
- 2016: 6e in ½ fin. EK - 2.03,33
- 2017:  NK indoor - 2.01,83
- 2017: 4e in ½ fin. EK indoor - 2.03,06
- 2017: 7e in ½ fin. WK - 2.00,92
- 2018:  NK indoor - 2.04,63
- 2020:  NK indoor – 2.08,20

### 1000 m
- 2018: 6e Meeting International Mohammed VI d'Athlétisme de Rabat - 2.37,49

### 1500 m
- 2016: 9e FBK Games - 4.12,40
- 2017: 12e FBK Games - 4.07,90
- 2017:  NK - 4.15,23
- 2018:  NK indoor - 4.18,58
- 2018:  NK - 4.24,24
- 2019:  NK indoor - 4.23,00

### 400 m horden
- 2009:  NK - 58,98 s
- 2010:  NK - 59,32 s
- 2011:  NK - 59,13 s